# Бребот
Бребот (фр. Brebotte) је насељено место у Француској у региону Франш-Конте, у департману Територија Белфор.
По подацима из 2011. године у општини је живело 343 становника, а густина насељености је износила 90,74 становника/km².

## Демографија
| 1962. | 1968. | 1975. | 1982. | 1990. | 2011. |
| ----- | ----- | ----- | ----- | ----- | ----- |
| 204   | 218   | 226   | 215   | 20    | 343   |